# Вайнштейн, Михаил Исакович
Михаил (настоящее имя Моисе́й) Иса́кович Вайнште́йн (20 февраля 1940, город Дружковка — 26 мая 1981, Киев) — советский украинский художник-живописец. Работал в основном в области станковой живописи, занимался также скульптурой. Преподавал рисунок и живопись для поступающих в художественные вузы. Является ярким представителем плеяды художников-семидесятников на Украине.

## Биография
Моисей был младшим сыном Исаака Леонтьевича Вайнштейна и Софии Моисеевны. Его мать была учителем в школе, отец работал в колхозе. В 1941 году отец был мобилизован на фронт и пропал без вести. Семья некоторое время находилась в эвакуации в Нижнем Тагиле. С 1943 года, после смерти матери, Моисей воспитывался у родственников. Затем, вместе со старшим братом Владимиром, он попал в детский дом для одарённых детей в Киеве и поступил в Республиканскую Художественную Школу имени Т. Г. Шевченко.
В 1958 году Вайнштейн окончил художественную школу с золотой медалью и сделал попытку поступить в Московский художественный институт имени В. И. Сурикова. В Москве его не приняли и некоторое время он проработал на Киевской кондитерской фабрике им. Карла Маркса в должности художника-оформителя.
В 1959 году он поступил в Киевский художественный институт на живописное отделение. Учился у известных профессоров И. Н. Штильмана, М. И. Хмелько, В. Н. Костецкого, К. Трохименко. Дипломная работа — «Добро пожаловать» (1965) создана в мастерской М. И. Хмелько.
Художественное образование продолжил в Творческих мастерских Академии художеств СССР с 1965 по 1967 год под руководством С. А. Григорьева. Дипломная работа — «Ночное дежурство» (1967).
С 1965 года — постоянный участник республиканских, всесоюзных и международных выставок. В 1967 году М. И. Вайнштейн был принят в члены Союза художников Украины.
Создал множество замечательных произведений в области станковой живописи и графики. В последние годы жизни создал несколько скульптурных произведений, среди которых — портрет художника Игоря Григорьева, портрет художника Штаермана, скульптура «Григорий Сковорода».
Его называют одним из классиков украинского искусства 1960-70-х годов. Некоторые искусствоведы считают его основателем «сурового стиля» на Украине, представителем андерграунда 60-70 гг.
Работы Михаила Вайнштейна можно видеть в Национальном художественном музее Украины, Киевском музее русского искусства, в Харьковском, Запорожском, Полтавском, Сумском, Бердянском художественных музеях, в многочисленных музейных и частных коллекциях на Украине и за её пределами: в США, Германии, Великобритании, Польше, Кубе, Франции, Канаде.
Вайнштейн М. И. умер 26 мая 1981 года в возрасте 41 года. Похоронен в г. Киеве на Байковом кладбище.
Первая персональная выставка состоялась в 1987 году в Киеве уже после смерти художника.

## Произведения
- «Шахматы», (1966)
- «Братья 1941» (1967)
- «Ликнеп», (1967)
- «Первые», (1968)
- «Учительница Мария Васильевна», (1970)
- «Оля», (1971)
- «За урожай. Хлеборобы Украины», (1977)
- «Дашенька», (1979)
- «Пейзажи Киева», (1979—1981)
- «Утро», (1981)

## Выставки
- 1987 — персональная выставка, Союз художников Украины, Киев
- 2007 — персональная выставка «Неизвестный Вайнштейн», галерея «Мистецький курінь», Киев[1]
- 1987 — персональная выставка, заповедник «Древний Киев», Киев
- 1992 — выставка «Искусство свободной Украины», Киев, Лондон, Ноттингем (Великобритания)
- 1994 — выставка «Мистецтво вільної України», Тулуза
- 1996 — персональная выставка, галерея «L’Art», Киев
- 1999 — персональная выставка, галерея «Тадзио», Киев
- 2000 — выставка «Ноев Ковчег», Национальный художественный музей Украини, Киев
- 2002 — персональная выставка «Каталог», галерея «Аліпій», Киев[2]

## Публикации
- Михайло Вайнштейн. Каталог (1987).
- О.Каліновська «Слово партії дійшло до народу» 07.02.1961 Газета «Радянська Україна»
- «Свято комсомольської юності» 18.10.1968 «Говорить і показує Україна»
- Редакция «Жива історія коллективу» 23.11.1968 сб. "Спортивна газета "Зустріч гравців усіх поколіннь команди «Київського Динамо» в редакції «Спортивна газета»
- Анна Шеремет «Родом из войны» 28.08.1987 пт. газета «Вечерний Киев»
- Евгений Заварзин «What’s happening. Yevhen Zavarzin Galery and Studio» 24.10.2000 газета «The Day» In memory of Mykhailo Vainstein (1940—1981) 29(122)
- Ольга Петрова «Єврейські художники з українського андерграунду» 01.08.1992 «Сучасність» 128 8[376] Спільне видання республіканської асоціації українознавців та видавництва «Пролог» США. Стр. 137. ISSN 0585-8364
- Эдуард Дымшиц «Вспоминая Михаила Вайнштейна» Журнал «Антиквар» 09.05.2011
- Марченко І. Невідомий Вайнштейн // Образотв. мистец. — 2007. — № 4. — С. 38-39
- Белецкий Платон, Л. В. Владич. Альбом «Ukrainian Painting», Вступительная статья 27.11.1975
- Ольга Балашова Галина Глеба. Каталог «Три художні генерації в колекції Тетяни та Бориса Гриньових», стр. 40, «Основи», Київ ISBN 978-966-500-789-0
- Петрова О. Третє Око : Мистецькі студії : Монографічна збірка статей; Ін-т проблем сучас. мистец. НАМ України. — К. : Фенікс, 2015. — 480 с. : іл., кольор. вкл. : XL с. — ISBN 978-966-136-283-2
- Валерий Сахарук Фотоальбом «Михайло Вайнштейн Фотоархив» 2016 Видавничій дім «Адеф-Україна», 333 фото, 400 стр. ISBN 978-617-7156-83-2